# Torre delle Ore
La Torre delle Ore ou Torre dell'Orologio (Tour des Heures, ou Tour de l'Horloge) est une tour de l'horloge située dans le centre historique de Lucques, en Toscane, en Italie.

## Histoire
La Lucques médiévale, comme de nombreuses villes médiévales en Italie, abondait en tours privées, construites pour protéger, le meilleur exemple aujourd'hui étant les tours de San Gimignano. Cette tour, la plus haute de Lucques, a été acquise par le gouvernement au XIVe siècle, et en 1390, il a été décidé d'en faire une tour de l'horloge. À Lucques, la proche Torre Guinigi est la plus visitée. Le présent mécanisme de l'horloge date du XVIIIe siècle.

En 2015, il est possible de monter à la tour et d'en observer le mécanisme. Une légende est associée à une jeune femme qui a vendu son âme au diable, mais a été capturée par le diable en essayant d'arrêter le temps de l'horloge.

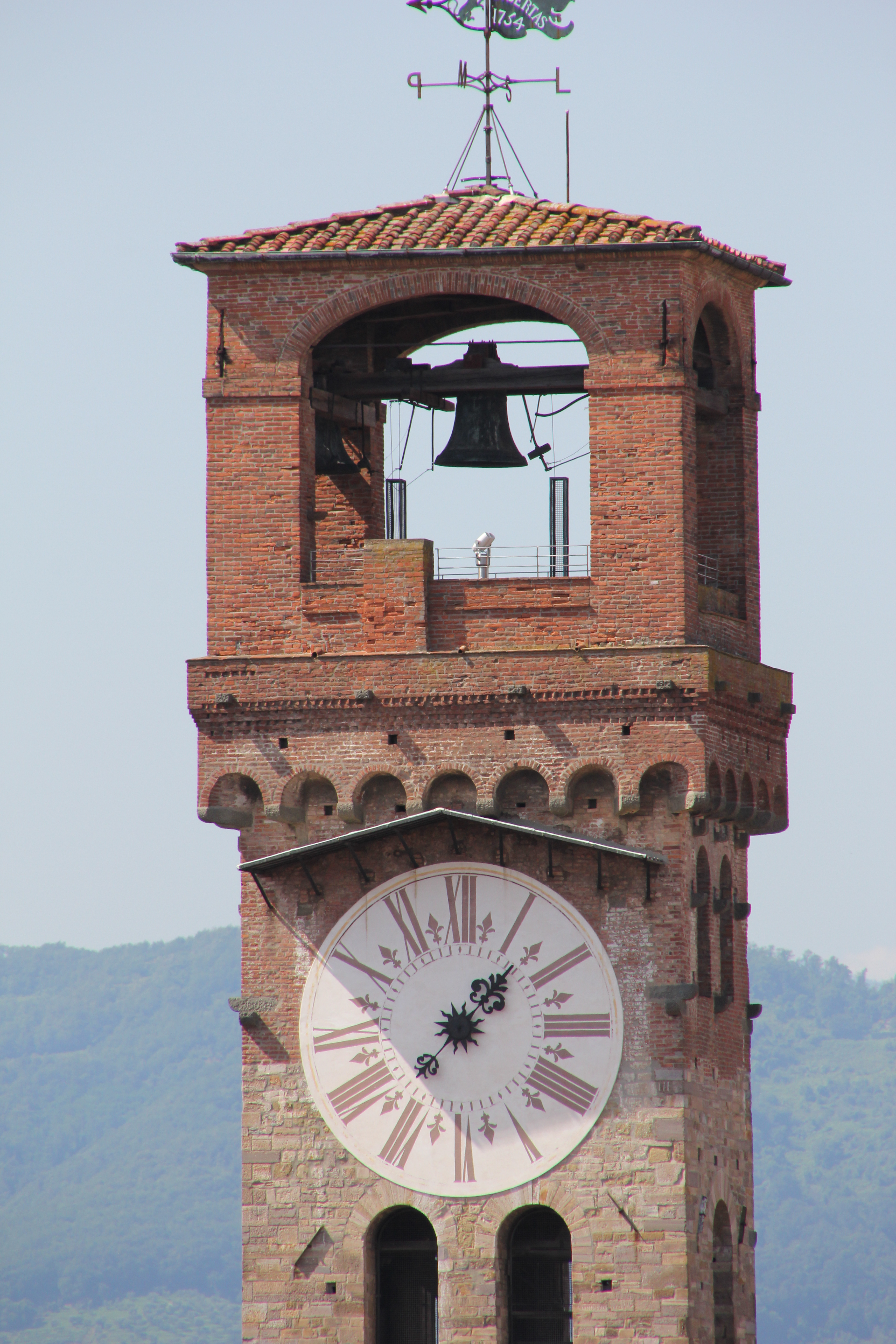
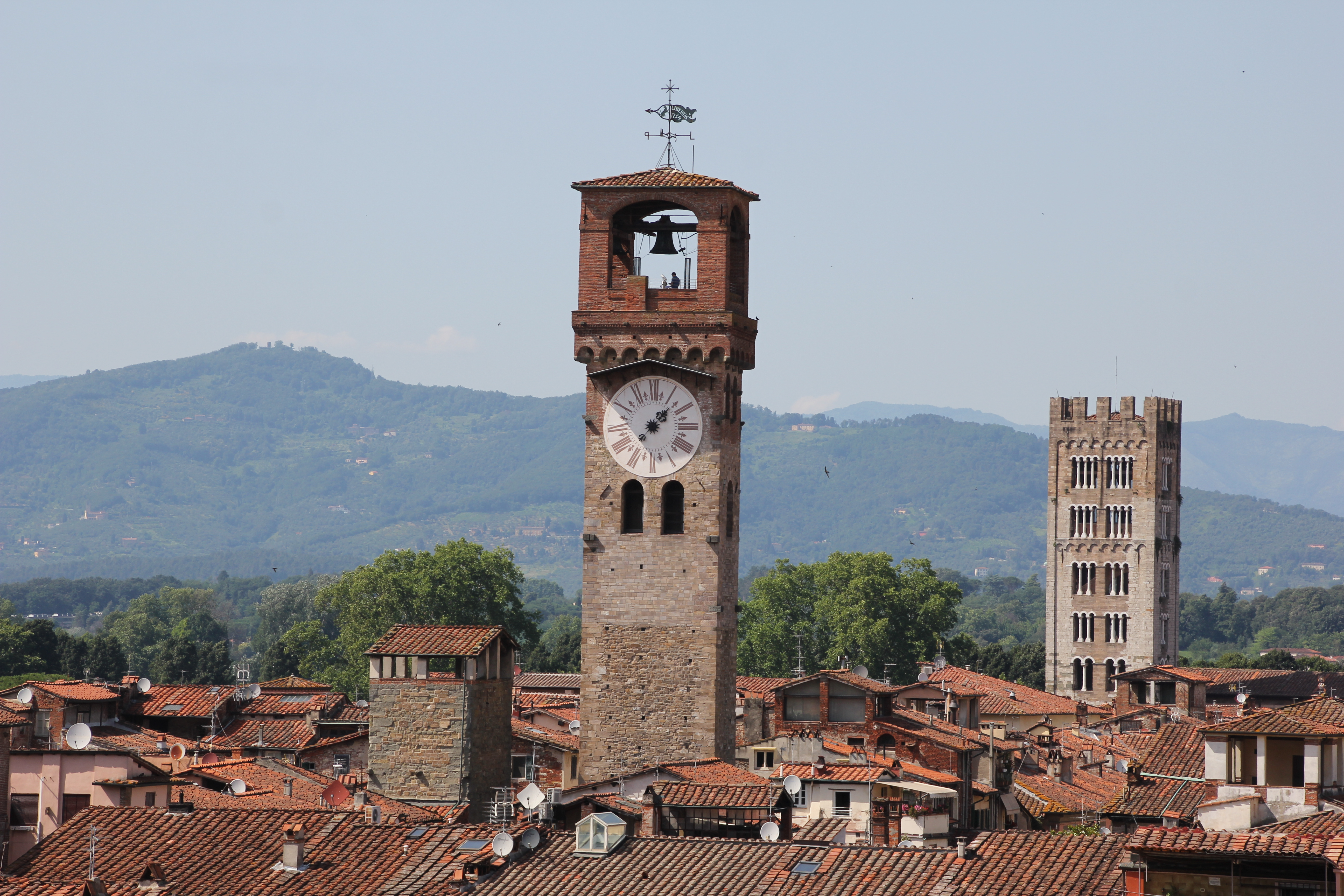
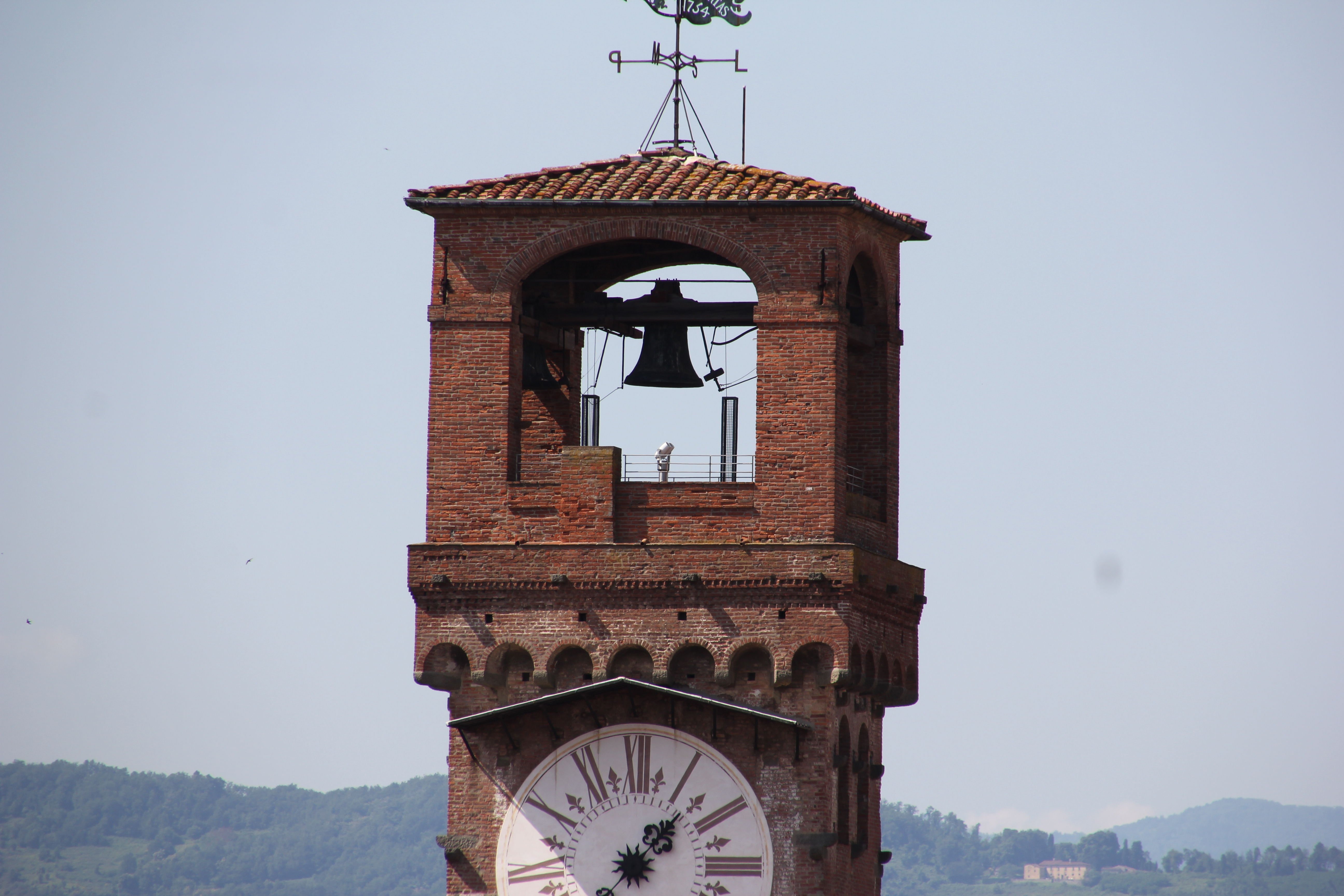